# Nematops macrochirus
Nematops macrochirus är en fiskart som beskrevs av Norman, 1931. Nematops macrochirus ingår i släktet Nematops och familjen flundrefiskar. Inga underarter finns listade i Catalogue of Life.